# Breitenborn (Karstquelle)
Koordinaten: 51° 14′ 52,4″ N, 9° 54′ 59,5″ O
Der Breitenborn ist eine als Naturdenkmal ausgewiesene Karstquelle bei Berkatal im hessischen Werra-Meißner-Kreis.

## Geographische Lage
Der Breitenborn liegt im Geo-Naturpark Frau-Holle-Land (Werratal.Meißner.Kaufunger Wald) etwa 1,5 km nördlich der Ortsmitte des Berkataler Ortsteils Frankershausen im Zechsteinhügelland unmittelbar südwestlich des Teilbereichs „Kripplöcher“ des Naturschutzgebiets Kripp- und Hielöcher; der Teilbereich „Hielöcher“ liegt etwas weiter südwestlich, nahezu unmittelbar nordwestlich von Frankershausen, dessen Gips- und Dolomitfelsen fossile Reste des 250 Millionen Jahre alten Zechsteinmeers sind. Etwa 100 m weiter westlich befindet sich eine weitere Karstquelle, der Kressenborn. Der Abfluss beider Quellen bildet den Bornaibach, der bereits nach ungefähr 200 m die Oberdorfer Mühle und 500 m weiter bachabwärts die Blaumühle betreibt und in Frankershausen in die Berka mündet.

## Quellwasser
Das Quellwasser des Breitenborns hat eine Temperatur von etwa 9 bis 10 °C und steigt von unten in einem kleinen, von Wasserpflanzen bewachsenen Quelltopf auf. Wegen der Karbonatlösung in den Dolomitgesteinen weist es eine hohe Carbonathärte auf. Mit Hilfe eines Rohres wird der abfließende Bach unter einem Weg durchgeleitet.

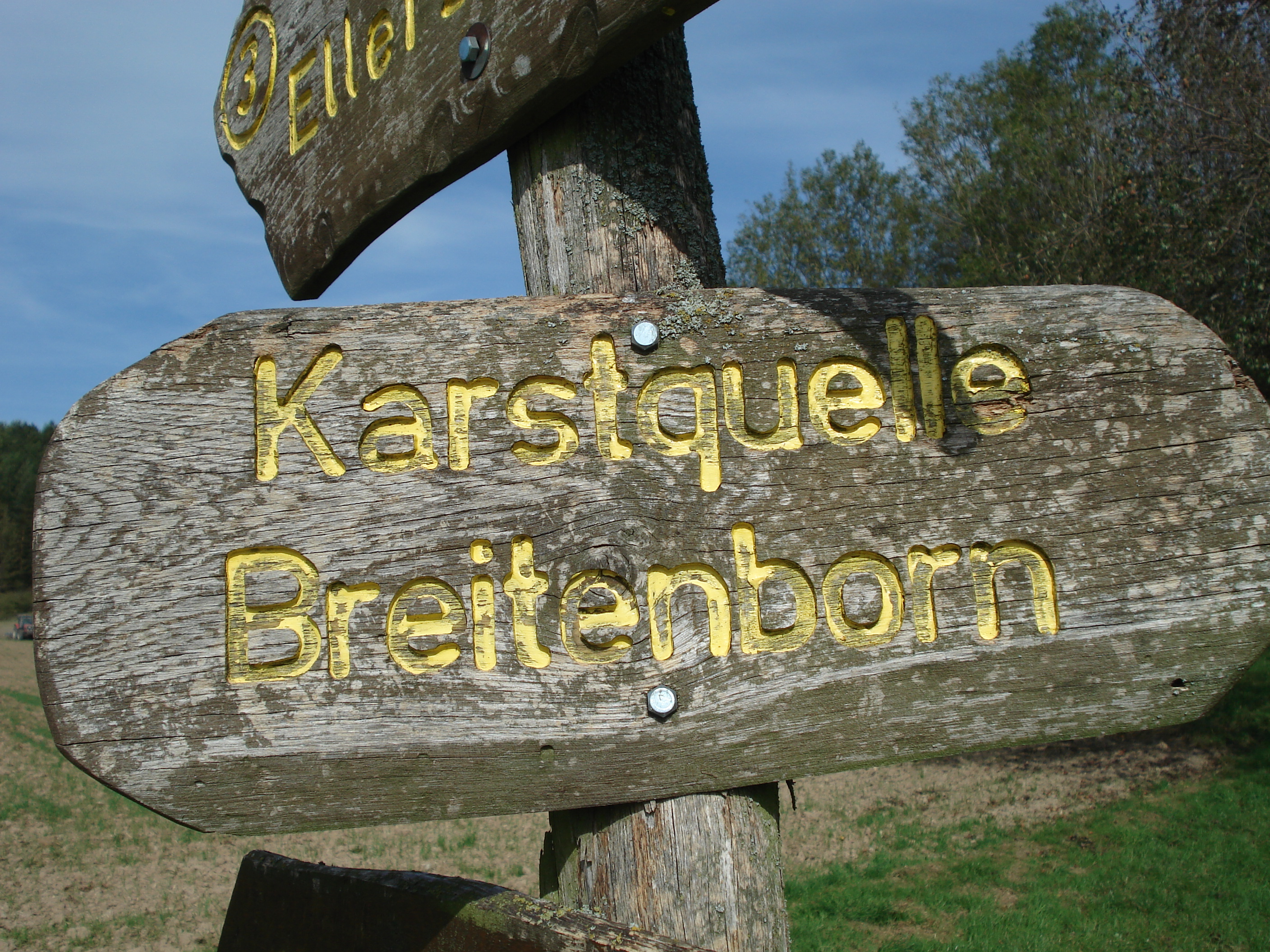
Schild
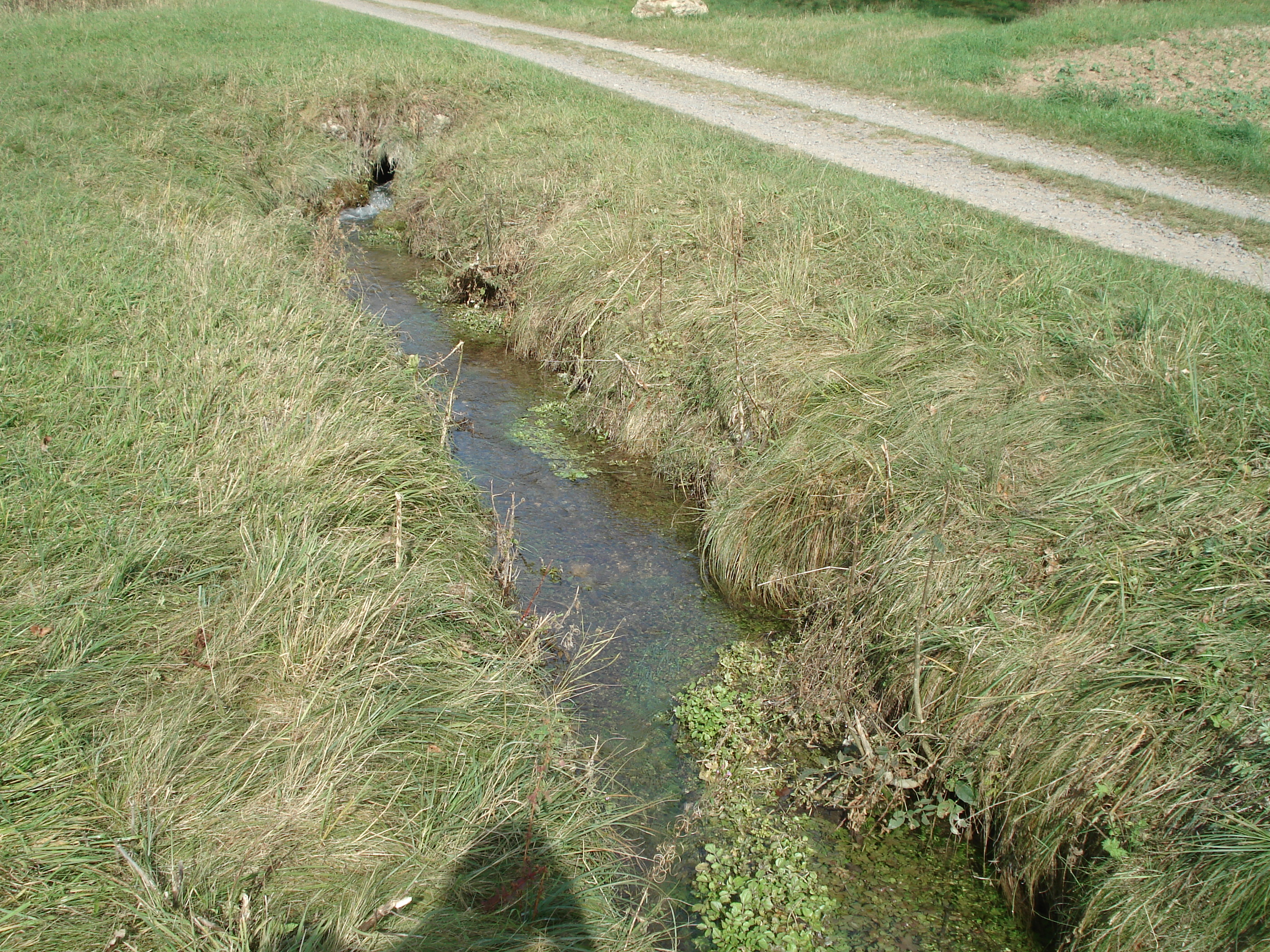
Abfluss der Quelle

## Wüstungen Borne und Oberndorf
Unweit nördlich der beiden Quellen, im Talgrund zwischen Marstein (321 m) und Ellerstein (323 m), lag einst die kleine Siedlung Borne, im Jahre 1301 erstmals urkundlich erwähnt und 1498 als wüst gefallen bezeichnet. Der Name des Orts bezieht sich offensichtlich auf seine unmittelbare Nähe zu den beiden Quellen.
Etwa an der Stelle der heutigen Oberdorfer Mühle befand sich der heute ebenfalls wüste kleine Ort Oberndorf, der ebenfalls wegen seiner günstigen Lage am Bachlauf entstand.